# Franz Joseph von Dietrichstein
 (février 2025).
Pour les articles homonymes, voir Famille de Dietrichstein et Dietrichstein (homonymie).
Franz-Joseph-Carl-Johann-Nepomuk-Quirin, prince von Dietrichstein-Proskau-Leslie, né le 28 avril 1767 à Vienne et mort le 8 juillet 1854 dans la même ville, était un major général de l'Armée impériale de la monarchie de Habsbourg et détenteur de la seigneurie de Nicolsbourg en Moravie.

## Biographie
Issu de la famille de Dietrichstein, François-Joseph est le fils de Karl Johann Baptist von Dietrichstein (en) (1728-1808), prince du Saint-Empire, et de son épouse Maria Christina (1738-1788), comtesse de Thun und Hohenstein. Il est le frère aîné du militaire et  fonctionnaire Moritz von Dietrichstein (1775-1864). 

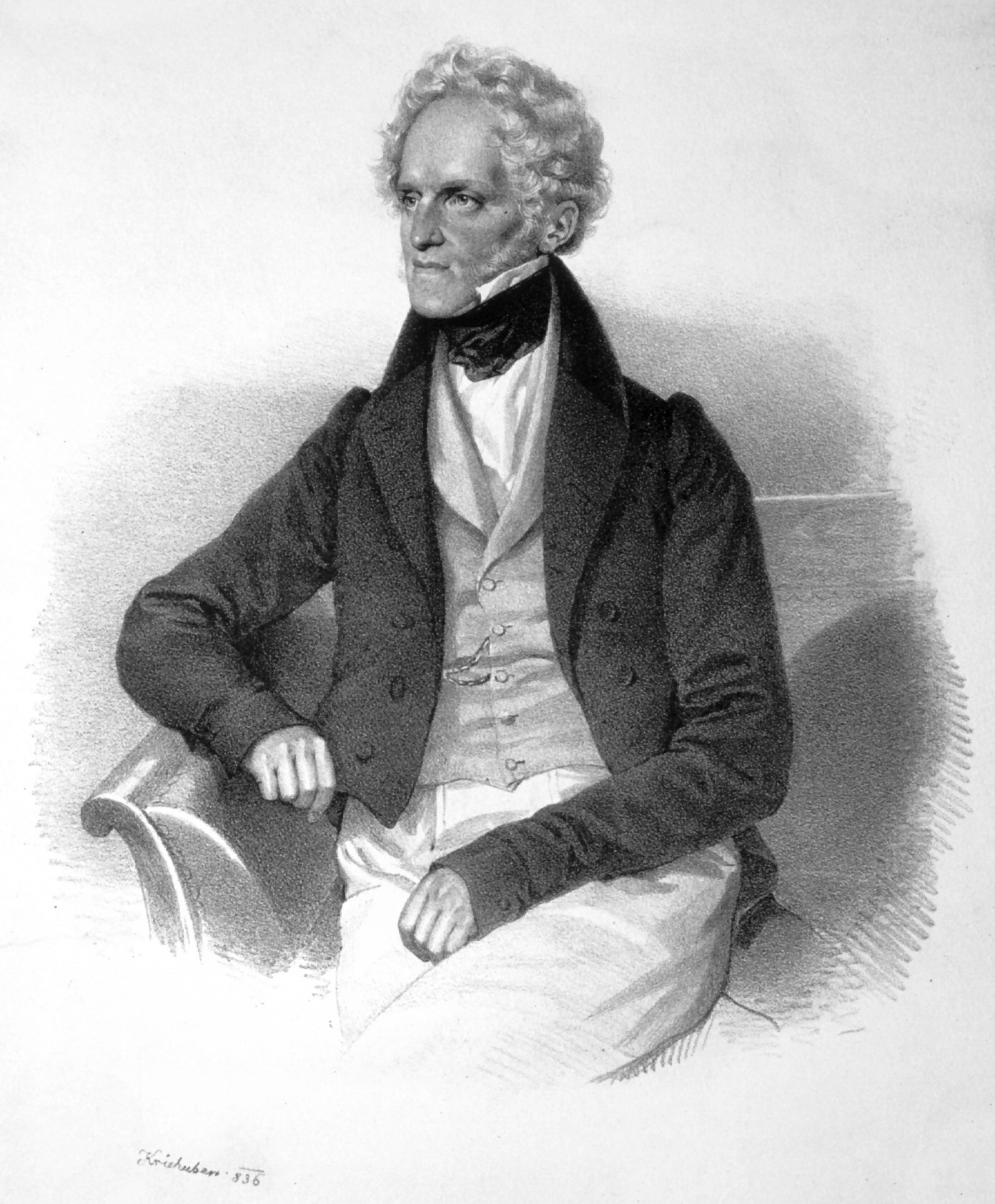
Portrait par Josef Kriehuber (1836).

Héritier d'un fidéicommis des grands domaines agricoles autour de Nicolsbourg et de Lipník en Moravie, il est également chambellan (Kämmerer (de)) impérial et membre du Conseil secret. Il a servi dans l'Armée impériale des Habsbourg au rang de major général et est fait chevalier de l'ordre militaire de Marie-Thérèse en 1796. Pendant la guerre de la deuxième coalition, en juillet 1800, il a contribué à solliciter un armistice avec le général Moreau à Parsdorf en Bavière, terminée par la bataille de Hohenlinden en décembre.
En 1809, il devient Obersthofmeister (Grand Maître de la Cour) de l'archiduc François d'Autriche-Este qui deviendra plus tard duc de Modène. Après la guerre austro-polonaise, il servit comme Hofkommissar dans la partie de la Galice (Nouvelle-Galicie) occupée par les forces polonaises et russes jusqu'au congrès de Vienne en 1815.
En tant que bienfaiteur des pauvres de la ville de Vienne, il en a été fait citoyen d'honneur. En 1815, il est devenu membre de l'Académie des sciences d'Erfurt. En tant que seigneur de Neuravensburg, il était membre des assemblées des États du royaume de Wurtemberg et, de 1820 à 1829, de la première chambre des États de Wurtemberg.

## Mariage et descendance

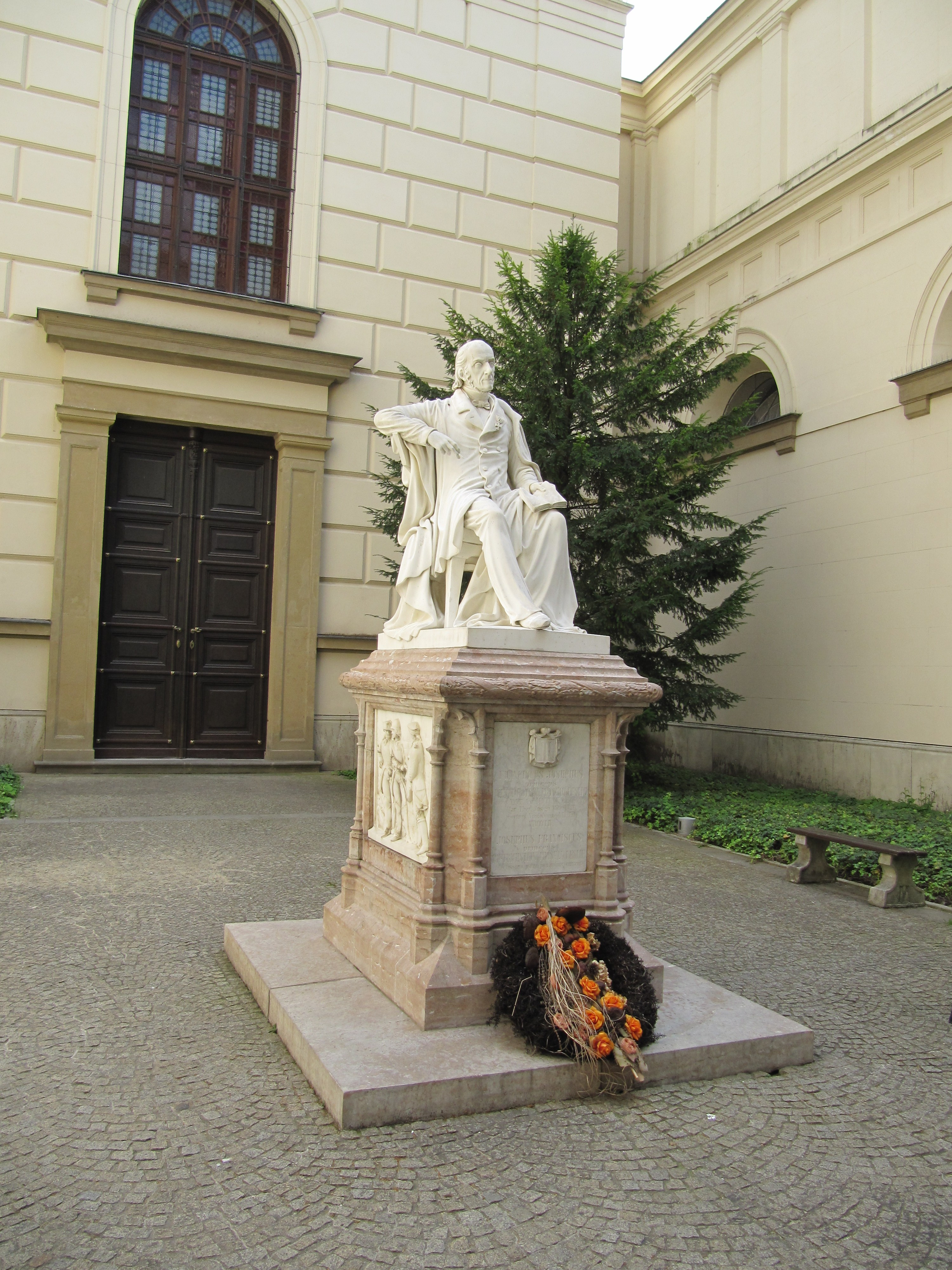
Monument à Franz Joseph von Dietrichstein, Nicolsbourg.

En 1797 à Pavlovsk, François-Joseph de Dietrichstein épousa Alexandra Chouvalova, fille du comte Andreï Petrovitch Chouvalov (1743-1789) et de Ekaterina Petrovna Saltykova (1743-1817), et petite-fille du ministre Pierre Ivanovitch Chouvalov et de Piotr Saltykov. Leur petite-fille Alexandrine épousa le comte Alexandre de Mensdorff-Pouilly, ministre-président du gouvernement autrichien, qui fut autorisé en 1869 par l'empereur François-Joseph Ier à reprendre le titre de prince von Dietrichstein.
Il eut (ou son frère Moritz) pour enfant naturel le célèbre pianiste Sigismund Thalberg.

## Sources
- Karl Otmar Freiherr von Aretin, Dietrichstein, Franz Fürst von, in "Neue Deutsche Biographie" (NDB). Band 3, Duncker & Humblot, Berlin 1957
- Dietrichstein zu Nikolsburg, Franz Josef Fürst, in "Österreichisches Biographisches Lexikon 1815–1950" (ÖBL). Band 1. Verlag der Österreichischen Akademie der Wissenschaften, Wien 1957
- Constantin von Wurzbach, Dietrichstein-Proskau-Leslie, Franz Joseph Johann Fürst, in "Biographisches Lexikon des Kaiserthums Oesterreich", 3. Band, Wien 1858